# 조사석
조사석(趙師錫, 1632년 ∼ 1693년)은 조선 후기의 문신이다. 인조의 계비 장렬왕후의 사촌동생이자 숙종 후기~경종 때의 소론 온건파 당수였던 조태구의 아버지이다. 노론 4대신 중 한 명이었던 조태채와 소론 4대신 중 한 명이었던 조태억은 그의 조카이다. 본관은 양주, 자는 공거(公擧), 호는 만회(晩悔), 만휴(晩休), 향산(香山), 나계(蘿溪), 시호는 충헌(忠憲)이다. 당적은 서인으로, 노소분당 후 입장을 분명히 하지 않아 노론에게 소론으로 분류되어 공격받았으며, 기사환국 후에는 남인에게 노론으로 분류되어 역병이 창궐하던 지역으로 유배된 뒤 배소에서 사망했다. 훗날, 그의 아들인 조태구가 소론 당수가 되어 경종을 수호한 전력 아래 소론의 기록인 《숙종실록보궐정오》에는 소론으로 분류되어 호평되어 있으며, 반면에 노론의 기록인 《숙종실록》을 비롯한 《수문록》·《단암만록》·《소설 인현왕후전》 등에는 악평되어 있는데 이로 인해 남인으로 잘못 인지되기도 한다.

## 생애
1632년, 형조판서를 지낸 조계원과 신씨 사이에서 5남 중 넷째로 태어났다. 1660년(현종 원년) 진사시에 합격하였고 2년 뒤인 1662년(현종 3년)에 대과에 급제하여 벼슬길에 올랐다. 검열로 있을 당시 현종이 이숙(李䎘)·박증휘(朴增煇) 등을 유배보내면서 이 일을 기록하지 말도록 했는데 이를 거부해 파직되었다. 그러나 곧 파직이 거두어졌고 1672년 정언이 되었다. 이후 숙종 때 승지와 황해도관찰사, 강원도관찰사, 충청도수군절도사, 경기도관찰사, 수어사, 이조참판을 거쳐 1680년 예조판서, 호조판서, 이듬해에 대사헌과 지의금부사, 한성부판윤, 우참찬, 이조판서, 좌참찬을 거쳐 1684년 판의금부사와 병조판서 등을 거쳐 1687년 우의정에 올랐다. 같은해 김만중이 조사석을 두고 항간에 조사석이 동평군 이항과 가까이 지내며 후궁 장씨와 결탁하여 출세하였다는 말이 떠돈다고 전했다가 숙종의 노여움을 사 유배되기도 했다. 이듬해인 1688년 좌의정에 올랐고 당시 유배되어 있던 남구만과 여성제의 서용을 청하기도 했다. 1690년 왕세자 책봉일에 하례에 참석하지 않아 숙종의 신임을 완전히 잃게 되었으며, 끝내 이것이 빌미가 되어 경신대출척 당시 김석주를 도와 무고한 남인을 살육하는데 참여했다는 탄핵을 받고 파직되었으며 고성에 유배되어 유배지에서 풍질에 걸려 12월 24일 죽었다. 1694년 갑술환국으로 복관되었다.

## 가족관계[1]
- 증조부 : 조준수(趙俊秀)
  - 조부 : 조존성(趙存性)
    - 아버지 : 조계원(趙啓遠) - 이항복의 문인, 형조판서
    - 어머니 : 평산 신씨 - 영의정 신흠의 딸, 선조의 부마 신익성의 누이
      - 맏형(伯兄) : 조진석(趙晉錫)
      - 둘째형(仲兄) : 조구석(趙龜錫)
        - 조카 : 조태동(趙泰東) - 이장영의 사위, 이문정(《농수수문록》 저자)의 고모부, 민진주(인현왕후의 종형)의 사돈

      - 셋째형(仲兄) : 조희석(趙禧錫)
        - 조카 : 조태휘(趙泰彙)
          - 종손자 : 조규빈(趙奎彬) - 민진후의 사위. 인현왕후가 폐비되어 친정에 2년 상당 머물던 시기에 데리고 살았던 질녀의 남편이다.

        - 조카 : 조태채(趙泰采) - 노론 4대신 중 1인.
        - 조카며느리 : 청송 심씨 - 풍덕부사 심익선(沈益善)의 딸, 영의정 심지원(沈之源)의 손녀, 효종의 부마 청평도위 심익현(靑平都尉 沈益顯)의 조카

      - 아우 : 조가석(趙嘉錫)
        - 조카 : 조태억(趙泰億) - 영조 초 소론 온건파 당수
        - 조카며느리 : 청송 심씨 - 주서 심귀서(沈龜瑞)의 딸, 여주목사 심추(沈樞)의 손녀, 인조반정 정사공신 1등 공조참판 청운군 심명세(靑雲君 沈命世)의 증손녀

      - 부인 : 안동 권씨 - 권확의 손녀
        - 장남 : 조태로(趙泰老)
        - 차남 : 조태구(趙泰耉) - 숙종 후기~경종 3년 소론 온건파 당수
        - 삼남 : 조태기(趙泰耆) - 목사
        - 며느리 : 청송 심씨 - 해주목사 심익상(沈益相)의 딸, 영의정 심지원(沈之源)의 손녀, 효종의 부마 청평도위 심익현(靑平都尉 沈益顯)의 조카
        - 장녀 : 윤재(尹宰)에게 출가

## 조사석이 등장한 작품
- 《장희빈》 (MBC, 1981년~1982년, 배우:김무생)
- 조선왕조 500년 시리즈 《인현왕후》 (MBC, 1988년~1988년 배우:김호영)
- 《장희빈》 (SBS, 1995년~1995년, 배우:김무생)
- 《장희빈》 (KBS 2TV, 2002년~2003년, 배우:백윤식)
- 《장옥정, 사랑에 살다》 (SBS, 2013년~2013년, 배우:최상훈)